# Luigi Ganna
Luigi Ganna (ur. 1 grudnia 1883 w Induno Olona – zm. 2 października 1957 w Varese) – włoski kolarz.
Zapisał się w historii kolarstwa jako zwycięzca pierwszego wyścigu Giro d’Italia w roku 1909.
W tym samym roku zwyciężył także w wyścigu kolarskim Mediolan-San Remo. Znany jest również jako założyciel w 1912 roku fabryki rowerów GANNA, która do dziś prężnie funkcjonuje.